# Geldermalsen
Geldermalsen  è una località ed ex-municipalità dei Paesi Bassi di 26 261 abitanti situata nella provincia della Gheldria.
Soppressa il 1º gennaio 2019, il suo territorio, assieme a quello delle ex-municipalità di Lingewaal e di Neerijnen, è andato a formare la nuova municipalità di West Betuwe, divenendone il capoluogo.